# Coppa Italia Primavera 2004-2005
La Coppa Italia Primavera 2004-2005 è stata la trentatreesima edizione del torneo riservato alle squadre giovanili iscritte al Campionato Primavera. Il detentore del trofeo era la Juventus.
La vittoria finale è andata al Lecce per la seconda volta nella sua storia.

## Date
| Fase        | Turno            | Andata          | Ritorno          |
| ----------- | ---------------- | --------------- | ---------------- |
| Fase finale | Ottavi di finale | 13 ottobre 2004 | 3 novembre 2004  |
| Fase finale | Quarti di finale | 1 dicembre 2004 | 15 dicembre 2004 |
| Fase finale | Semifinali       | 12 gennaio 2005 | 9 febbraio 2005  |
| Fase finale | Finale           | 16 marzo 2005   | 6 aprile 2005    |

## Ottavi di finale
| Squadra 1 | Totale | Squadra 2 | Andata | Ritorno |
| --------- | ------ | --------- | ------ | ------- |
| Atalanta  | 1 - 2  | Verona    | 0 - 1  | 1 - 1   |
| Piacenza  | 4 - 5  | Inter     | 2 - 2  | 2 - 3   |
| Parma     | 3 - 3  | Milan     | 2 - 2  | 1 - 1   |
| Cesena    | 4 - 5  | Lazio     | 3 - 1  | 1 - 4   |
| Genoa     | 1 - 4  | Juventus  | 1 - 0  | 0 - 4   |
| Bologna   | 1 - 3  | Roma      | 1 - 1  | 0 - 2   |
| Messina   | 3 - 6  | Bari      | 2 - 2  | 1 - 4   |
| Catania   | 3 - 6  | Lecce     | 1 - 3  | 2 - 3   |

## Quarti di finale
| Squadra 1 | Totale | Squadra 2 | Andata | Ritorno |
| --------- | ------ | --------- | ------ | ------- |
| Inter     | 10 - 2 | Verona    | 5 - 2  | 5 - 0   |
| Milan     | 4 - 1  | Lazio     | 2 - 1  | 2 - 0   |
| Juventus  | 3 - 1  | Roma      | 2 - 1  | 1 - 1   |
| Bari      | 2 - 4  | Lecce     | 1 - 1  | 1 - 3   |

## Semifinali
| Squadra 1 | Totale | Squadra 2 | Andata | Ritorno |
| --------- | ------ | --------- | ------ | ------- |
| Inter     | 3 - 3  | Milan     | 1 - 3  | 2 - 0   |
| Lecce     | 4 - 2  | Juventus  | 3 - 1  | 1 - 1   |

## Finale
| Squadra 1 | Totale | Squadra 2 | Andata | Ritorno |
| --------- | ------ | --------- | ------ | ------- |
| Lecce     | 2 - 0  | Milan     | 2 - 0  | 0 - 0   |